# Guizygiella guangxiensis
Guizygiella guangxiensis is een spinnensoort in de taxonomische indeling van de strekspinnen.
Het dier behoort tot het geslacht Guizygiella. De wetenschappelijke naam van de soort werd voor het eerst geldig gepubliceerd in 1993 door Zhu & Zhang.